# Johann Gottlieb Friedrich von Bohnenberger
|  | Bohnenberger kan også henvise til månekrateret Bohnenberger |
Johann Gottlieb Friedrich von Bohnenberger (født 15. juni 1765 i Simmozheim, Württemberg, død 19. april 1831) var en tysk matematiker og astronom. Han studerede på universitetet i Tübingen. I 1798 blev han udnævnt til professor i matematik og astronomi.
Han skrev og udgav : Anleitung zur geographischen Ortsbestimmung, (1795); Astronomie, (1811); og Anfangsgründe der höheren Analysis, (1812).
I 1817 opdagede han gyroskopeffekten.
Månekrateret Bohnenberger er opkaldt efter ham.